# 발사 (선박)

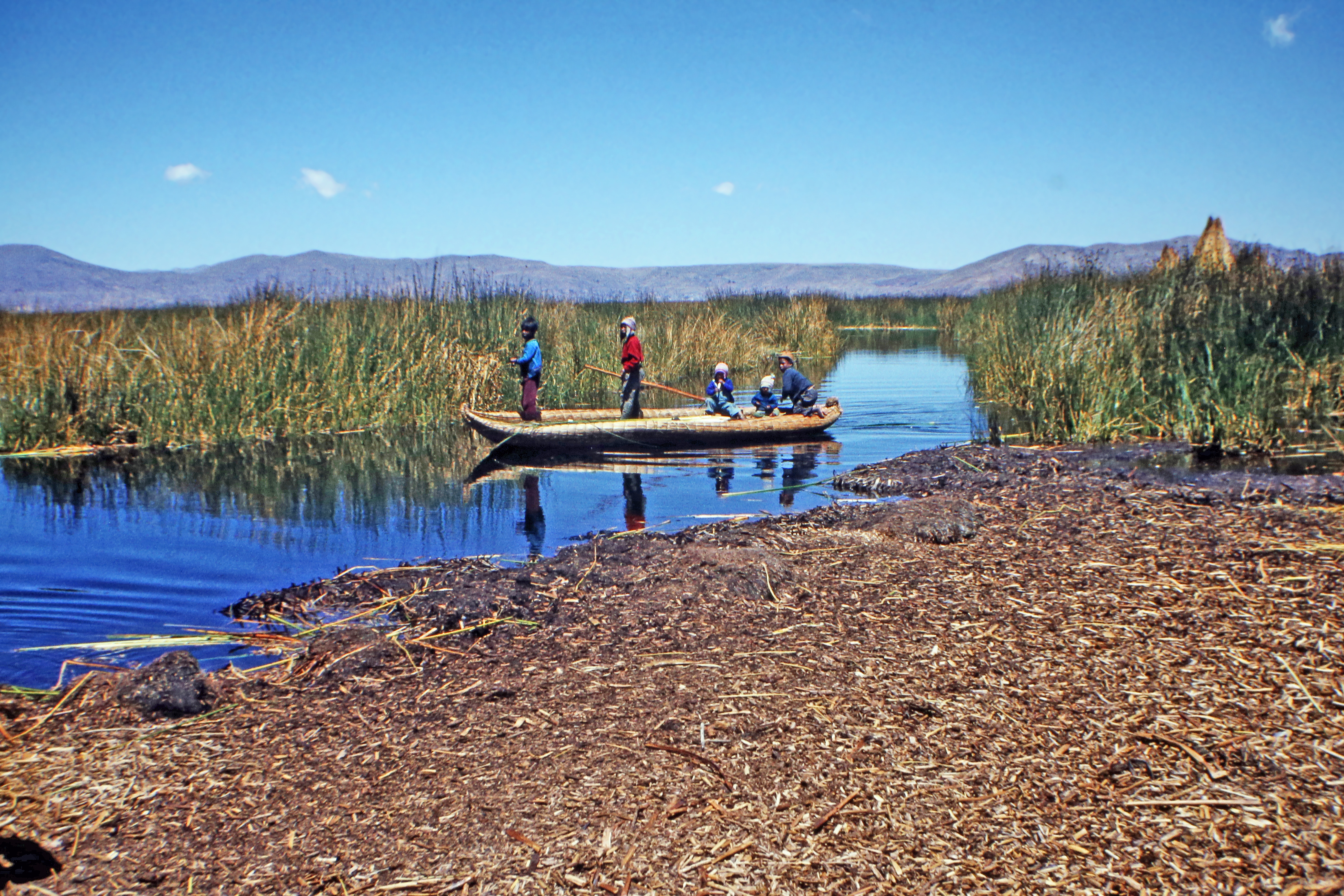

발사(Balsa)는 콜럼버스 이전의 시대의 남아메리카 원주민들이 토토라 골풀을 짜서 사용한 선박이다. 크기는 개인용 어선 용도로 사용되는 작은 카누 정도에서 30여미터의 큰 배 정도로 다양하며, 페루와 볼리비아 사이에 있는 티티카카호에서는 아직도 사용되고 있다.
또한 캘리포니아 지역에서는 콜럼버스 이전의 시대의 캘리포니아 원주민들이 사용한 배를 일컫는 용어로 사용되기도 한다.

## 같이 보기
- 콘티키호